# Église Saint-Symphorien de Marly-sous-Issy
L'église Saint-Symphorien de Marly-sous-Issy est une église située sur le territoire de la commune de Marly-sous-Issy, dans le département français de Saône-et-Loire et la région Bourgogne-Franche-Comté.

## Historique
L'église, romane, a été construite à partir du XIe siècle. 
L'intérieur a été restauré en 1985, l'extérieur en 1994.
Quant à l'ancien cimetière, qui jouxtait l'église, il a été relevé vers 1970.

## Architecture
L'église a sans doute été reconstruite à l'époque gothique : le chœur est du XIVe-XVe. Mais elle a conservé une nef aux murs romans, percés de petites baies au nord. Le clocher-porche, quant à lui, est du XVIe siècle. Les chapelles sont du XVIIe siècle et la sacristie date de 1871.

## Mobilier
Le maître-autel, avec tabernacle, du XVIIIe siècle, a fait l'objet d'une restauration en 2015 (la société LP3 Conservation de Semur-en-Auxois ayant procédé à une rénovation complète de la structure interne et de la table).

## Culte
L'église de Marly-sous-Issy, dédiée à saint Symphorien, est un lieu de culte catholique.
Édifice consacré du diocèse d'Autun, elle relève de la paroisse du Bon Pasteur (siège à Toulon-sur-Arroux), qui en est affectataire au titre de la loi de 1905.